# Mirsaid Sultan-Galijew

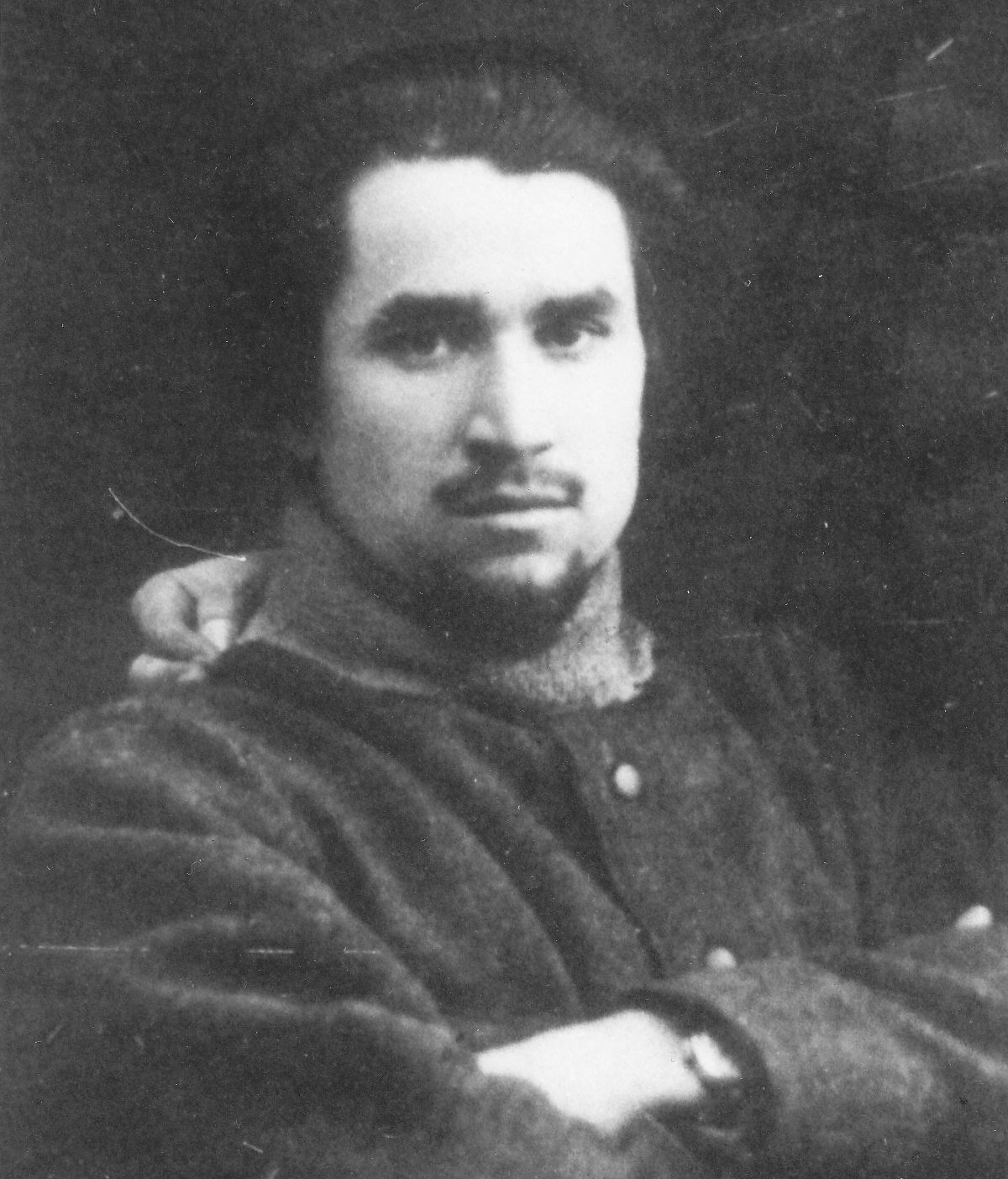
Mirsaid Sultan-Galijew

Mirsaid Chaidargalijewitsch Sultan-Galijew (tatarisch Мирсәет Хәйдәргали улы Солтангалиев Mirsäyet Xäydärğäli ulı Soltanğäliev, * 13. Juli 1892 in Sipayevo; † 28. Januar 1940 in Moskau) war ein tatarischer Politiker Russlands und zwischenzeitlich der höchstrangige Muslim in der Kommunistischen Partei der Sowjetunion (KPdSU).
Zunächst ein Anhänger des panturanischen Dschadidismus, schloss sich Galijew 1917 noch vor der Oktoberrevolution der Kommunistischen Partei an, unterstützte die Bolschewiki im Russischen Bürgerkrieg mit eigenen muslimischen Milizen und wurde 1918 Vorsitzender des Muslimischen Militärkollegiums Sowjetrusslands. Die Wolgatataren unterstützten unter seiner Führung die Rote Armee gegen antikommunistische Baschkiren, Kasak-Kirgisen, Aserbaidschaner und Krimtataren. Er gilt als ein Wegbereiter des muslimischen Nationalkommunismus und wurde deswegen nach dem Tode Lenins jahrelang verfolgt.

## Leben
Sultan-Galijew wurde als Sohn eines Lehrers geboren, der mit seiner Frau und seinen 12 Kindern in ärmlichen Verhältnissen lebte, die von häufigen Ortswechseln geprägt waren. Er wurde ein lernbegieriger Schüler im Mekteb (islamische Grundschule) seines Vaters, an der nach der „neuen Methode“ von İsmail Gasprinski unterrichtet wurde, und machte sich zudem in der Bücherei seines Vaters mit der russischen Sprache und Literatur vertraut. Bereits mit 15 Jahren begann er sich für Literatur zu interessieren, da er in der dritten Klasse schrieb er eine tatarische Geschichte mit dem Titel "Mit den Baschkiren", die das Leben der Baschkiren behandelte. Die Verleger (Die Tataren) lehnten dies jedoch aus verschiedenen Gründen ab. Zum einen verspottete Sultangaliyev in diesem Werk die tatarischen Intellektuellen durch die Figur eines Angebers. Zum anderen fürchteten sie die Zensur, da die Geschichte einen revolutionären Inhalt hatte. Nach der Revolution von 1905 zog er nach Baku, er konnte erst später eine feste Anstellung finden und trat in die Handels- und Wirtschaftsagentur der Stadt Baku ein; später nahm er Kontakt zu Nəriman Nərimanov auf. Nach einer siebenjährigen Schulzeit konnte er 1907 in die Pädagogische Hochschule in Kasan eintreten, die er 1911 als Lehrer abschloss. Er unterrichtete dann von 1911 bis 1913 zunächst in einem gemischten russisch-tatarischen Dorf (Neu-Atzitarovo) in Baschkortostan und später in einem tatarischen Dorf (Alt-Atzitarovo). Im Sommer 1912 nahm er an Sommer Lehrerfortbildung kursen in Moskau teil. Im Sommer 1913 engagierte er sich im Ufa-Gemeinderat für die Überwachung der nationalen muslimischen Schulen in Ufa. Er war ein begeisterter Leser russischer Literatur und übersetzte Werke von Tolstoi und Puschkin in die tatarische Sprache. Seine erste Gattin Rausa Chanyschewa, die er 1913 heiratete, übernahm eine führende Rolle in der Frauenbewegung. 1918 ließ sich das Paar scheiden. Mit seiner zweiten Frau Fatima Jersina, die er 1918 heiratete, hatte er zwei Kinder.
Nach der Februarrevolution (und auch während der Zeit nach der Oktoberrevolution) trug er aktiv zur Arbeit der Zeitung "Krasnoye Znamya, deutsch: Rote Fahne, dem Organ der Kasaner Muslimischen Sozialistischen Partei" bei, dem Organ der Kasaner Muslimischen Sozialistischen Partei. Im Jahr 1918 übernahm er die Redaktion der russischsprachigen Zeitung Krasnoye Znamya, Rote Fahne, das Organ derselben Organisation (die Zeitung konnte nur 7 Ausgaben veröffentlichen, da sich das Kasaner Sozialistische Komitee mit der Hauptorganisation der Partei zusammenschloss). In dieser Zeitung arbeitete er allein und schrieb Artikel, bereitete Zusammenfassungen vor, beschaffte Nachrichten und führte Korrekturarbeiten durch.
Sultan-Galijew arbeitete später auch für die Zeitschrift "russisch. Jizn Natsionalnostey, deutsch. Leben der Nationalitäten". Im Jahr 1921 schrieb er auf Bestellung des Exekutivkomitees einen Artikel mit dem Titel "Über die Methoden der antireligiösen Propaganda unter den Muslimen". Dieser Artikel wurde zuerst in derselben Zeitschrift veröffentlicht und später in Broschürenform veröffentlicht. Er konnte seine literarischen Aktivitäten im Bereich Poesie und Prosa nicht vollständig entwickeln, da die Oktoberrevolution ihm diese Gelegenheit nicht bot. In dieser Zeit widmete er sein ganzes Engagement der revolutionären Arbeit und hoffte, nach der Festigung der proletarischen Macht wieder zu seinen geliebten Aktivitäten zurückkehren zu können.

## Politische Aktivitäten
Während Sultan-Galijew in Baku war, verkehrte er mit einem einflussreichen Kreis muslimischer Nationalisten. Diese Verbindungen erleichterten Sultan-Galiev’s Übergang in die politische Arbeit nach der Februarrevolution 1917. Akhmed Tsalikov, einer der Führer der muslimischen Fraktion in der Staatsduma, lud Sultan-Galiev ein, bei der Organisation des Ersten und Zweiten Allrussischen Muslimischen Kongresses mitzuhelfen in Moskau und Kasan im Mai bzw. Juli 1917. Mit dem Anspruch, alle muslimischen Völker des Russischen Reiches als Zeichen der Einheit zusammenzubringen, offenbarten diese Kongresse stattdessen die wirtschaftlichen, religiösen und politischen Risse, die Sultan-Galijew später zu überwinden suchte, indem er Unterstützung für den Sozialismus sammelte.
Statt des westlich-proletarischen Kommunismus der Bolschewiki setzte sich Galijew für die Einführung eines islamischen Sozialismus bei den muslimisch geprägten Völkern der Sowjetunion ein, der durch eine allmähliche „Entfanatisierung“ und Säkularisierung erreicht werden sollte. Das Modell der Komintern sah er als für Kolonialvölker ungeeignet an. Galijew setzte sich daher für eine separate muslimische KP neben den Bolschewiki und eigene muslimische Divisionen in der Roten Armee ein. Von 1919 bis 1922 arbeitete er im Auftrag Lenins in Moskau im Narkomnaz.
Galijew wurde einer der ersten Befürworter einer proto-dependenzistischen Klassenanalyse, die er unter anderem in seinem Artikel Soziale Revolution und der Osten darstellte. Er beschreibt darin seine Ansicht, dass die Völker des Westens in einer Abhängigkeitsbeziehung zu den Völkern des Ostens stehen.

“If a revolution succeeds in England, the proletariat will continue oppressing the colonies and pursuing the policy of the existing bourgeois government; for it is interested in the exploitation of these colonies. In order to prevent the oppression of the toiler of the East we must unite the Muslim masses in a communist movement that will be our own and autonomous.”

„Wenn eine Revolution in England erfolgreich sein sollte, wird ihr Proletariat weiterhin von der Ausbeutung der Kolonien leben und eine Kolonialpolitik verfolgen, die der der vorhergehenden bourgeoisen Regierung gleich ist, denn es ist natürlich daran interessiert, die Abhängigkeitbeziehung zu den Kolonien zu verlängern. Um die Ausbeutung der Arbeiter des Ostens zu verhindern, müssen wir die muslimischen Massen in einer kommunistischen Bewegung einen, die unsere sein wird und autonom.“

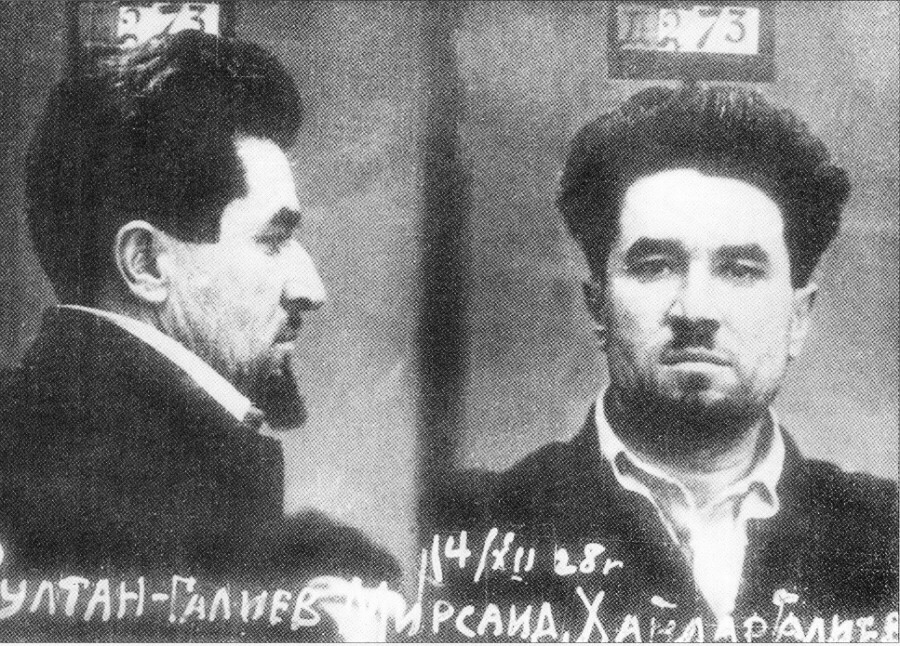
Mirsaid Sultan-Galijew während seiner Verhaftung am 14. Dezember 1928.

Fernziel war ein nur föderativ mit Sowjetrussland verbundener „sozialistischer Turan“, der das tatarische Wolga-Ural-Gebiet sowie ganz Turkestan umfassen sollte und dem sich später auch weitere orientalische Völker und Staaten anschließen könnten. Als Nahziel strebte Galijew zumindest mit seinem „tatarisch-baschkirischen Komitees“ eine gemeinsame tatarisch-baschkirische Republik anstelle der späteren zwei Teilrepubliken an. 
Stalin ließ ihn aber 1920 nur eine Tatarische Sowjetrepublik in Kasan bilden, die zuvor gebildete Baschkirische Sowjetrepublik wurde nicht angeschlossen, Galijew 1923 wegen „bürgerlich-nationalistischer Abweichungen“ aus der KP ausgeschlossen und Tatarstan zur ASSR umgebildet. 1924 wurde auch die ASSR Turkestan in zahlreiche kleinere Sowjetrepubliken bzw. ASSR aufgeteilt. Nach dem Tode Lenins in diesem Jahr verlor Galijew seinen einzigen Beschützer und wurde erstmals verhaftet. Seit 1928 erneut verhaftet, wurde er zunächst zum Tode, dann zu zehnjähriger Lagerhaft verurteilt, aus der er jedoch 1934 befreit wurde und anschließend eine Aufenthaltsgenehmigung in der Oblast Saratow erhielt. 1937, im Zuge der Stalinschen Säuberungen, wurde er vom NKWD abermals verhaftet und zu einem Schuldbekenntnis gezwungen. Seine Ziele wurden als „Sultangalijewismus“ verunglimpft und gebannt. Nachdem er im Dezember 1939 zum Tode verurteilt worden war, erfolgte seine Hinrichtung im Januar 1940.